# Мермоз, Жан
Жан Мермо́з (фр. Jean Mermoz; 9 декабря 1901, Обантон, департамент Эна — 7 декабря 1936, южная Атлантика) — французский лётчик.
С 1920 по 1924 года — лётчик военно-воздушных сил Франции. Уйдя в отставку, нанимается в качестве пилота к Пьер-Жоржу Латекоэру в воздушно-почтовую компанию (будущая Aéropostale), где принимает участие в организации воздушного сообщения между Буэнос-Айресом и Рио-де-Жанейро (1928) и перелёта через Анды (1929). 12 мая 1930 года осуществляет беспосадочный перелёт через южную Атлантику с востока на запад, 15 мая того же года осуществляет перелёт в противоположном направлении. 7 декабря 1936 года, пилотируя гидроплан «Южный Крест», пропадает без вести над морем в окрестностях Дакара.

## Память
Франция
- Проспект в Лионе (Avenue Jean Mermoz) и станция (Mermoz-Pinel) Линии D местного метрополитена.
- В 1937 Почта Франции выпустила две марки с изображением пилота.
- Улица в Париже (rue Jean Mermoz), между Елисейскими Полями и улицей Сент-Оноре (c 1937).
- Авиашкола в пригороде Парижа Рёнжи (Institut aéronautique Jean Mermoz).
- Улица в Тулузе (rue Jean Mermoz) и остановка метро Линии A (Métro Mermoz). Абстрактная скульптура, воздвигнутая в 2001 году в честь Мермоза и пилотов Aéropostale в парке Jardin Royal.[2]
- Построенный в 1955 году океанский лайнер Jean Mermoz.
- Воспоминания о Жане Мермозе в повести Антуана де Сент-Экзюпери "Планета людей".

Южная Америка
- Французский двуязычный лицей (Lycée Franco-Argentin Jean Mermoz) в Буэнос-Айресе, Аргентина; перекрёсток улиц Рамзая и Хураменто в районе Бельграно.
- Памятник Жану Мермозу близ аэропорта имени Хорхе Ньюбери также в Буэнос-Айресе.[3]
- Один из авиалайнеров ATR-72 компании BQB Líneas Aéreas (борт CX-JCL).[4]
- Франко-чилийский лицей (Lycée franco-chilien "Alliance Française" Jean-Mermoz).

Африка
- Международный лицей (Lycée international Jean-Mermoz), Кот-д'Ивуар
- Лицей Жана Мермоза в Дакаре, Сенегал
- Авеню Жан Мермоз, Сен-Луи (Сенегал)
- Мермоз, район Дакара, Сенегал.

Прочее
- Полётам через Анды и Атлантический океан посвящён снятый в 1943 году фильм (Mermoz, в главной роли Робер-Юг Ламбер), музыку к которому написал Артюр Онеггер. Две оркестровые сюиты из него были в 1990-х годах записаны на CD и издавались под марками студий DG и Marco Polo.